# Mistrzostwa Europy w Łucznictwie Polowym 1995
11. Mistrzostwa Europy odbyły się w dniach 28 sierpnia–3 września 1995 w Lillehammer w Norwegii. Była to pierwsza edycja imprezy od 1988 roku oraz druga, która odbyła się niezależnie od mistrzostw świata. Zawodniczki i zawodnicy startowali w konkurencji łuków dowolnych, gołych oraz po raz pierwszy bloczkowych. Na mistrzostwach zadebiutowały również zawody drużynowe.
Polacy nie startowali.

## Medaliści

### Kobiety
| Konkurencja:     | Złoto:                                                | Srebro:                                                              | Brąz:                                                        |
| łuk dowolny      | Cristina Ioratti                                      | Pauline Edwards                                                      | Carole Ferriou                                               |
| łuk bloczkowy    | Petra Eriksson                                        | Ylva Haglund                                                         | Carmen Ceriotti                                              |
| łuk goły         | Marie Palm                                            | Odile Boussiere                                                      | Patricia Lovell                                              |
| zawody drużynowe | Szwecja · Marie Palm · Jenny Sjowall · Petra Eriksson | Wielka Brytania · Patricia Lovell · Pauline Edwards · Maggie Squires | Niemcy · Jutta Schneider · Hedi Mittermeier · Ellen Spranger |

### Mężczyźni
| Konkurencja:     | Złoto:                                                 | Srebro:                                                      | Brąz:                                                       |
| łuk dowolny      | Göran Bjerendahl                                       | Martinus Grov                                                | Jon Shales                                                  |
| łuk bloczkowy    | Niels Baldur                                           | Mats Palmer                                                  | Tom Henriksen                                               |
| łuk goły         | Twan Cleven                                            | Erik Jonsson                                                 | Jarkko Kaarsalo                                             |
| zawody drużynowe | Holandia · Henk Jespers · Geert van Berkel · Piet Roof | Włochy · Alesandro Gaudenti · Andrea Parenti · Marco Plebani | Szwecja · Sven Andersson · Göran Bjerendahl · Morgan Lundin |

## Klasyfikacja medalowa
| Lp. | Państwo         | Złoto | Srebro | Brąz | Razem |
| 1.  | Szwecja         | 4     | 3      | 1    | 8     |
| 2.  | Holandia        | 2     | 0      | 0    | 2     |
| 3.  | Włochy          | 1     | 1      | 1    | 3     |
| 4.  | Dania           | 1     | 0      | 1    | 2     |
| 5.  | Wielka Brytania | 0     | 2      | 2    | 4     |
| 6.  | Francja         | 0     | 1      | 1    | 2     |
| 7.  | Norwegia        | 0     | 1      | 0    | 1     |
| 8.  | Finlandia       | 0     | 0      | 1    | 1     |
| 8.  | Niemcy          | 0     | 0      | 1    | 1     |